# Sauzet (Drôme)
 Sauzet  es una población y comuna francesa, en la región de Ródano-Alpes, departamento de Drôme, en el distrito de Nyons y cantón de Marsanne.

## Demografía
| 967 | 1110 | 1126 | 1335 | 1436 | 1673 |
| Para los censos de 1962 a 1999 la población legal corresponde a la población sin duplicidades (Fuente: INSEE [Consultar]) |      |      |      |      |      |